# Союз 7К-ОК
Союз 7К-ОК — многоцелевой космический корабль, одна из версий кораблей «Союз». Корабль мог вывести на околоземную орбиту экипаж из трёх человек без скафандров. На этих кораблях отрабатывались маневрирование и стыковка на околоземной орбите, также они использовались для проведения ряда экспериментов.
Для стыковки использовалась система «Игла», корабль мог иметь либо активную, либо пассивную стыковочную систему, в которой не было люков-лазов и члены экипажа могли переходить из одного корабля в другой за счёт выхода в открытый космос, используя скафандры, хранящиеся в орбитальном модуле.

## История
В 1965 году были составлены спецификации на корабль Союз 7К-ОК, в ноябре 1966 года уже начались испытания.
Первые три беспилотных пуска кораблей «Союз» оказались полностью либо частично неудачными, были обнаружены серьёзные ошибки в конструкции корабля. Несмотря на это, четвёртый пуск «Союз-1» был предпринят пилотируемым, однако полёт окончился трагически, космонавт Владимир Комаров погиб при спуске на Землю. Неполадки в системе сближения, обнаруженные на орбите, спасли жизни трём другим космонавтам, которые должны были стартовать на однотипном корабле («Союз-2А») для стыковки с кораблем «Союз-1». После аварии «Союза-1» конструкция корабля была полностью переработана для возобновления пилотируемых полётов, были выполнены 6 беспилотных пусков, и в 1967 году состоялась первая автоматическая стыковка двух «Союзов» («Космос-186» и «Космос-188»), в 1968 году пилотируемые полёты были возобновлены, в 1969 году произошла первая стыковка двух пилотируемых кораблей и групповой полёт трёх кораблей сразу, а в 1970 году — автономный полёт рекордной длительности (17,8 суток).
В дальнейшем планировалось использовать корабли Союз 7К-ОК для тестирования новой системы стыковки, созданной в рамках советской лунной программы, однако эти полёты были отменены, а уже созданные корабли были разобраны.
На базе Союза 7К-ОК была создана модификация Союз 7К-Т для доставки экипажей к орбитальным станциям.
| Миссия     | Дата запуска | Дата посадки      | Экипаж (при старте/посадке)                    | Стыковка                     |
| ---------- | --- | ----------------- | ---------------------------------------------- | ---------------------------- |
| Космос-133 | 28 ноября 1966 | (30 ноября 1966)  | беспилотный                                    | 7К-ОК № 1 — не производилась |
| Космос-133 | 7К-ОК № 2. Стыковка отменена из-за выработки топлива при запуске. Самоликвидировался в атмосфере. |                   |                                                |                              |
| 7К-ОК № 1  | (14 декабря 1966) |                   | беспилотный                                    |                              |
| 7К-ОК № 1  | 7К-ОК № 1. Ошибка при подготовке к запуску. |                   |                                                |                              |
| Космос-140 | 9 февраля 1967 | (11 февраля 1967) | беспилотный                                    |                              |
| Космос-140 | 7К-ОК № 3. Из-за проблем с автоматической системой ориентации корабль израсходовал слишком много топлива и не смог выполнить поставленные задачи. Во время посадки дно корабля прогорело из-за нарушений теплозащиты при установке технологической заглушки, и он приземлился вместо запланированного места посадки в Аральском море. |                   |                                                |                              |
| Союз-1     | 23 апреля 1967 | 24 апреля 1967    | В. М. Комаров                                  | «Союз-2А» — не производилась |
| Союз-1     | 7К-ОК № 4. Неполадки на корабле, в том числе, не раскрылась одна из двух панелей солнечных батарей, и корабль стал испытывать дефицит электроэнергии. При возвращении космонавт Комаров погиб при посадке из-за отказа парашютной системы. Запуск Союз-2А 7К-ОК № 5 запланированного на 24 апреля был отменён по разным причинам.     |                   |                                                |                              |
| Космос-186 | 27 октября 1967 | 31 октября 1967   | беспилотный                                    | Космос-188                   |
| Космос-188 | 30 октября 1967 | 2 ноября 1967     | беспилотный                                    | Космос-186                   |
| Космос-212 | 14 апреля 1968 | 19 апреля 1968    | беспилотный                                    | Космос-213                   |
| Космос-213 | 15 апреля 1968 | 20 апреля 1968    | беспилотный                                    | Космос-212                   |
| Космос-238 | 28 августа 1968 | 1 сентября 1968   | беспилотный                                    |                              |
| Союз-2     | 25 октября 1968 | 28 октября 1968   | беспилотный                                    | «Союз-3» — неудача           |
| Союз-3     | 26 октября 1968 | 30 октября 1968   | Г. Т. Береговой                                | «Союз-2» — неудача           |
| Союз-3     | Стыковка не удалась из-за ошибки космонавта в ориентации «Союз-3» по крену. |                   |                                                |                              |
| Союз-4     | 14 января 1969 | 17 января 1969    | В. А. Шаталов                                  | «Союз-5»                     |
| Союз-4     | 14 января 1969 | 17 января 1969    | В. А. Шаталов, А. С. Елисеев, Е. В. Хрунов     | «Союз-5»                     |
| Союз-5     | 15 января 1969 | 18 января 1969    | Б. В. Волынов, А. С. Елисеев, Е. В. Хрунов     | «Союз-4»                     |
| Союз-5     | 15 января 1969 | 18 января 1969    | Б. В. Волынов                                  | «Союз-4»                     |
| Союз-6     | 11 октября 1969 | 16 октября 1969   | Г. С. Шонин, В. Н. Кубасов                     |                              |
| Союз-6     | Первый групповой полёт трёх космических кораблей. Наблюдатель стыковки Союз-7 и Союз-8. |                   |                                                |                              |
| Союз-7     | 12 октября 1969 | 17 октября 1969   | А. В. Филипченко, В. Н. Волков, В. В. Горбатко | «Союз-8» — неудача           |
| Союз-7     | Стыковка отменена из-за неисправности в системе автоматической стыковки «Игла», неудача ручной стыковки. |                   |                                                |                              |
| Союз-8     | 13 октября 1969 | 18 октября 1969   | В. А. Шаталов, А. С. Елисеев                   | «Союз-7» — неудача           |
| Союз-9     | 1 июня 1970 | 19 июня 1970      | А. Г. Николаев, В. И. Севастьянов              |                              |